# Хонорарни краљ
„Хонорарни краљ“ је југословенски филм из 1967. године. Режирао га је Александар Ђорђевић, а сценарио је писао Матија Бећковић.

## Улоге
| Глумац                    | Улога |
| ------------------------- | ----- |
| Рада Ђуричин              |       |
| Бранислав Јеринић         |       |
| Петар Краљ                |       |
| Бранислав Цига Миленковић |       |
| Владимир Поповић          |       |
| Милан Пузић               |       |
| Миливоје Томић            |       |